# Rex (keresztnév)
A Rex latin eredetű férfinév, jelentése: király (a latin szó kiejtése: réx).

## Névnapok
- február 9.
- február 17.

## Híres Rexek
- Rex Harrison amerikai színész (eredetileg Reginald)
- Rex, osztrák színészkutya, a Rex felügyelő című sorozat főszereplője
- Rex, a Csillagok háborúja univerzumában A klónok háborúja sorozat hőse volt.

## További keresztnevek
- Magyar névnapok listája dátum szerint
- Magyar névnapok listája betűrendben